# L’Isle-Bouzon
L’Isle-Bouzon település Franciaországban, Gers megyében. Lakosainak száma 248 fő (2022. január 1.). L’Isle-Bouzon Gramont, Lectoure, Plieux, Saint-Clar és Saint-Créac községekkel határos.

## Népesség
A település népességének változása:
| Lakosok száma | 297  | 240  | 230  | 239  | 243  | 242  | 245  | 241  | 241  | 248  |
|               | 1968 | 1982 | 1990 | 2006 | 2013 | 2015 | 2017 | 2019 | 2020 | 2022 |